# بيريل ماي دينت
بيريل ماي دينت (وُلِدَت في 10 مايو 1900 – تُوفت في 9 أغسطس 1977)، هي فيزيائية رياضية بريطانية، وأمينة مكتبة تقنية، ومبرمجة لأوائل أجهزة الكمبيوتر الرقمية والتناظرية لحل مشاكل الهندسة الكهربائية. بعد تخرجها من جامعة بريستول، كتبت دينت أطروحة ماجستيرها حول القوى بين الذرات والأيونات، بهدف حساب خصائص بلورات الكربونات والنترات نظريًا. أظهرت أعمالها اللاحقة أن النتائج التي حصلت عليها كان لها تطبيق مباشر على مجهر القوة الذرية من خلال التنبؤ بأن التصوير غير التلامسي ممكن فقط عند فصل عينة صغيرة من الأطراف.
في عام 1930، انضمت إلى شركة متروبوليتان فيكرز الكهربائية المحدودة (متروبوليتان فيكرز) في مانشستر، كأمينة مكتبة تقنيّة للموظفين العلميين والتقنيين في قسم البحوث. وساهمت في إعداد أبحاث عن الطرق العدديّة لحل المعادلات التفاضلية باستخدام المحلل التفاضليّ الذي أُنشئ لجامعة مانشستر ودوجلاس هارتري. كانت أول من طوّر طريقة المحور الرئيسي المُصغرة المُفصلة لتحقيق أفضل ملاءمة لسلسلة من نقاط البيانات. أصبحت في وقت لاحق من حياتها المهنية رئيسةً لقسم الحوسبة في شركة متروبوليتان فيكرز، ثم أصبحت مشرفًا على إدارة البحوث في القسم الذي كان يحقق في المواد شبه الموصلة.

## التعليم
تلقت دينت تعليمها في مدرسة مقاطعة وارمنستر، كان والدها مدير المدرسة. في أغسطس 1914، اجتازت امتحان جامعة أكسفورد المحليّ مع مرتبة الشرف الأولى، وبسبب ذلك حصلت على منحة دراسية من مدرسة المقاطعة. وفي عام 1915، اجتازت امتحانات الثانوية بمرتبة الشرف الثانية وتميز باللغة الفرنسية، وجُدِّدت المنحة الدراسية الخاصة بها. فازت بجائزة المدرسة في اللغة الفرنسية في ديسمبر 1916.
في مارس 1918، تقدمت دينت بطلب للحصول على منحة دراسية في الرياضيات من كلية سومرفيل، في جامعة أكسفورد، وهي واحدة من أول كليتين للبنات فقط في أكسفورد. وقد أثني عليها بشدة ولكنها لم تُمنح منحةً دراسيةً.
قُبلت دينت في جامعة بريستول لتحصل على شهادة بكالوريوس في الآداب العامة، واجتازت امتحاناتها المتوسطة في يونيو 1920. في العام الدراسي التالي، حصلت على مرتبة الشرف في الرياضيات. بعد قضاء صيف 1921 في منزل والديها في وارمنستر، عادت إلى بداية العام الدراسي 1921/1922 لتجد أن بول ديراك انضم إلى حلقة الرياضيات الدراسية. تعلم دينت وديراك الرياضيات التطبيقية على يد هنري رونالد هاسي، رئيس قسم الرياضيات آنذاك، والرياضيات البحتة على يدّ بيتر فريزر، كلاهما خريج كامبريدج. علمهم فريزر عن الدقة الرياضية والهندسة الإسقاطية والبراهين الدقيقة في حسابات التفاضل والتكامل.
درست دينت أربعة حلقات دراسية في الرياضيات البحتة:
- هندسة المخروطيات، الهندسة التفاضلية للمستويات المنحنية
- الجَبر وعلم المثلثات، حسابات التفاضل والتكامل
- الهندسة التحليلية الإسقاطية للمخروطات
- المعادلات التفاضلية، الهندسة الفراغية

كان هناك اختيار للتخصص في السنة الأخيرة؛ الرياضيات التطبيقية أو البحتة. كان لدينت حق الاختيار باعتبارها الطالبة الوحيدة المسؤولة والمسجلة التي تدفع الرسوم، فاستقرت على الرياضيات التطبيقية للعام الأخير. وبما أن القسم يمكنه أن يقدم مجموعة واحدة فقط من المحاضرات، لذلك كان على ديراك أيضًا أن يتبع نفس الحلقة الدراسية.
درست دينت أربعة حلقات دراسية في الرياضيات التطبيقية:
- الديناميكا الأولية للجسيمات والأجسام الصلبة
- الإحصائيات الرسومية والتحليلية، الهيدروستاتيكا
- الديناميكا للجسيمات والأجسام الجاسئة
- النظرية الأولية للجهد مع التطبيقات على الكهرباء والمغناطيسية

في يونيو 1923، تخرجت مع ديراك، وحصلت على درجة بكالوريوس العلوم في الرياضيات التطبيقية مع مرتبة الشرف من الدرجة الأولى. في 7 يوليو 1923، حصلت على منحة آشوورث هاليت من جامعة بريستول، وقُبلت كطالبة بحث علميّ في كلية نيونهام في جامعة كامبريدج.

## حياتها المهنية

### جامعة بريستول
في عام 1924، خصص مجلس جامعة بريستول جزءًا من وصية هنري هربرت ويلز لقسم الفيزياء، حيث كان البروفيسور آرثر مانيرينج تيندال يعمل على بناء فريق من أجل التدريس والبحث في مختبر إتش إتش ويلز للفيزياء. عادت دينت إلى بريستول في نفس العام وعُينت باحثة في قسم الفيزياء. في أغسطس عام 1925، انتُخب جون لينارد جونز، من كلية ترينيتي، في جامعة كامبريدج، كقارئ في الفيزياء الرياضية. وعُين في مارس 1927 أستاذًا للفيزياء النظرية، وهو منصب تم إنشاؤه له، وأصبحت دينت مساعدته البحثية في الفيزياء النظرية. كان رائدًا في نظرية القوى بين الذرات والجزيئات في بريستول وأصبحت دينت واحدة من أوائل المتعاونين معه.
نشر لينارد جونز ودينت ست أوراق في الفترة بين 1926 و1928، تتناول القوى بين الذرات والأيونات، بهدف حساب خصائص بلورات الكربونات والنترات نظريًا.